# Jaclyn Linetsky
Jaclyn Michelle Linetsky (ur. 8 stycznia 1986 roku w Montrealu, zm. 8 września 2003 w Saint-Césaire) – kanadyjska aktorka dziecięca, znana między innymi z roli Megan O'Connor w serialu 15/Love, a także z użyczania głosu tytułowemu bohaterowi serialu animowanego Kajtuś w latach 2000–2003. Użyczała również głosu postaci Lori Mackney w drugim sezonie kreskówki Ach, ten Andy!.

## Śmierć
Dnia 8 września 2003 Linetsky i Vadim Schneider, brat Nielsa Schneidera, jechali na plan serialu 15/Love Dodge'em Caravanem. Podczas jazdy ich pojazd stracił kontrolę i zderzył się czołowo z ciężarówką, w wyniku czego stanął w płomieniach. Linetsky i Schneider zginęli na miejscu.